# Феонесий I

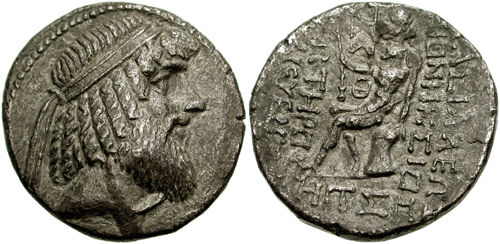
Монета с портретом Феонесия I

Феонесий I — царь Харакены, вассального государства парфян, правивший приблизительно с 25/24 по 19/18 год до н. э. Его предшественником был Аттамбел I, а преемником — Аттамбел II.
Феонесий I известен только из отчеканенных в период его правления серебряных тетрадрахм. На них представлены различные варианты написания его имени.